# Sagar (Karnataka)
Sagar is een dorp in het district Shimoga van de Indiase staat Karnataka. 

## Demografie
Volgens de Indiase volkstelling van 2001 wonen er 50.115 mensen in Sagar, waarvan 50% mannelijk en 50% vrouwelijk is. De plaats heeft een alfabetiseringsgraad van 79%. 